# Nhà thờ Lớn Hà Nội

Logo của Tổng Giáo phận Hà Nội với hình ảnh Nhà thờ Lớn Hà Nội trên cây thánh giá

Nhà thờ Lớn Hà Nội (tên chính thức: Nhà thờ chính tòa Thánh Giuse, cũng gọi là Nhà thờ chính tòa Hà Nội) là nhà thờ chính tòa của Tổng giáo phận Hà Nội, nơi có ngai tòa của Tổng giám mục. Đây là một nhà thờ cổ kính tại thành phố này, thường xuyên diễn ra các sinh hoạt tín ngưỡng của các giáo dân Công giáo thuộc giáo xứ chính tòa cũng như của toàn tổng giáo phận. Linh mục chính xứ hiện nay là linh mục Giuse Tạ Minh Quý.
Nhà thờ Lớn Hà Nội cũng là một trong những công trình kiến trúc Pháp thuộc tiêu biểu ở thành phố này.

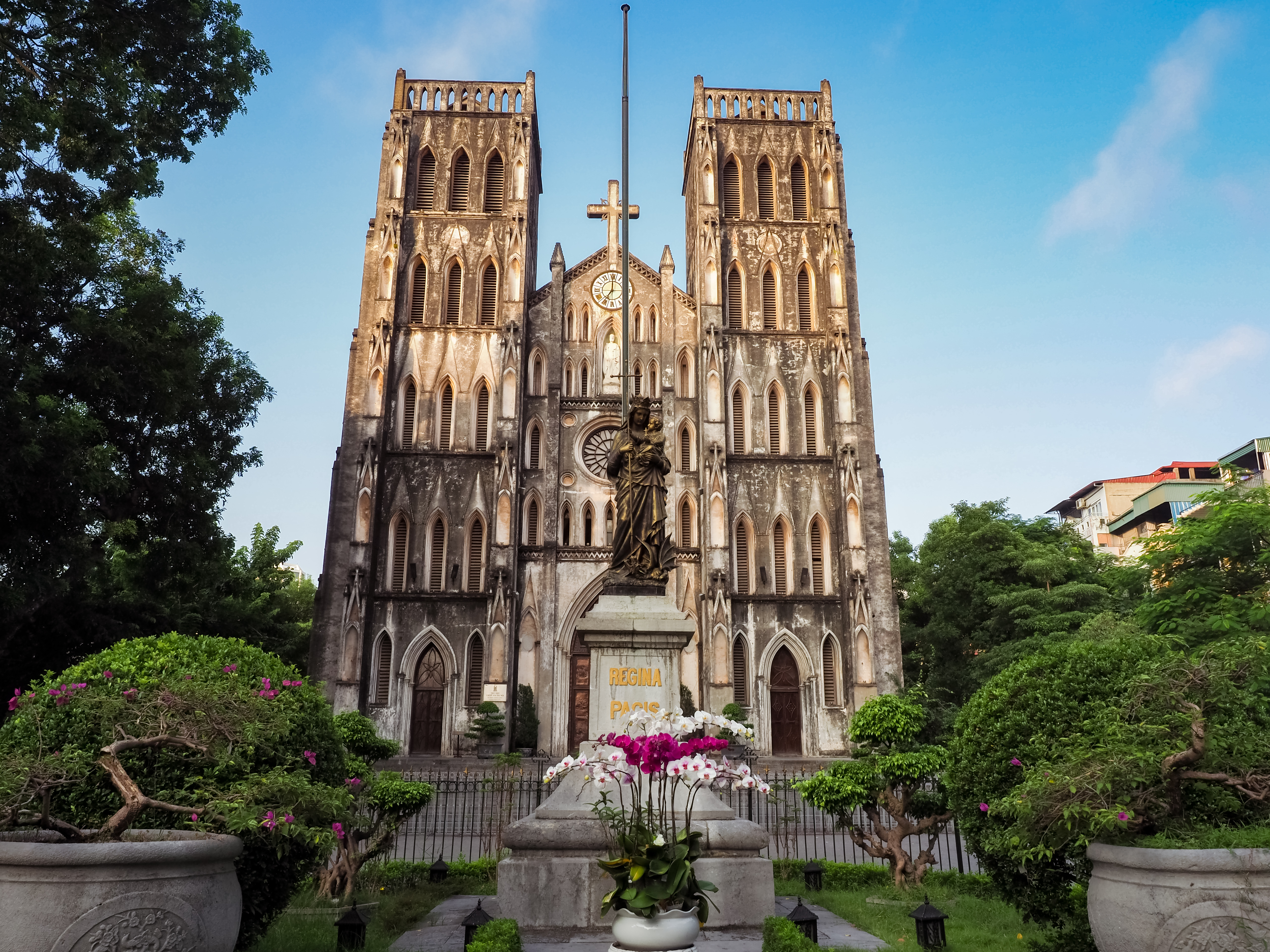
Mặt tiền nhìn từ vườn hoa nhà thờ

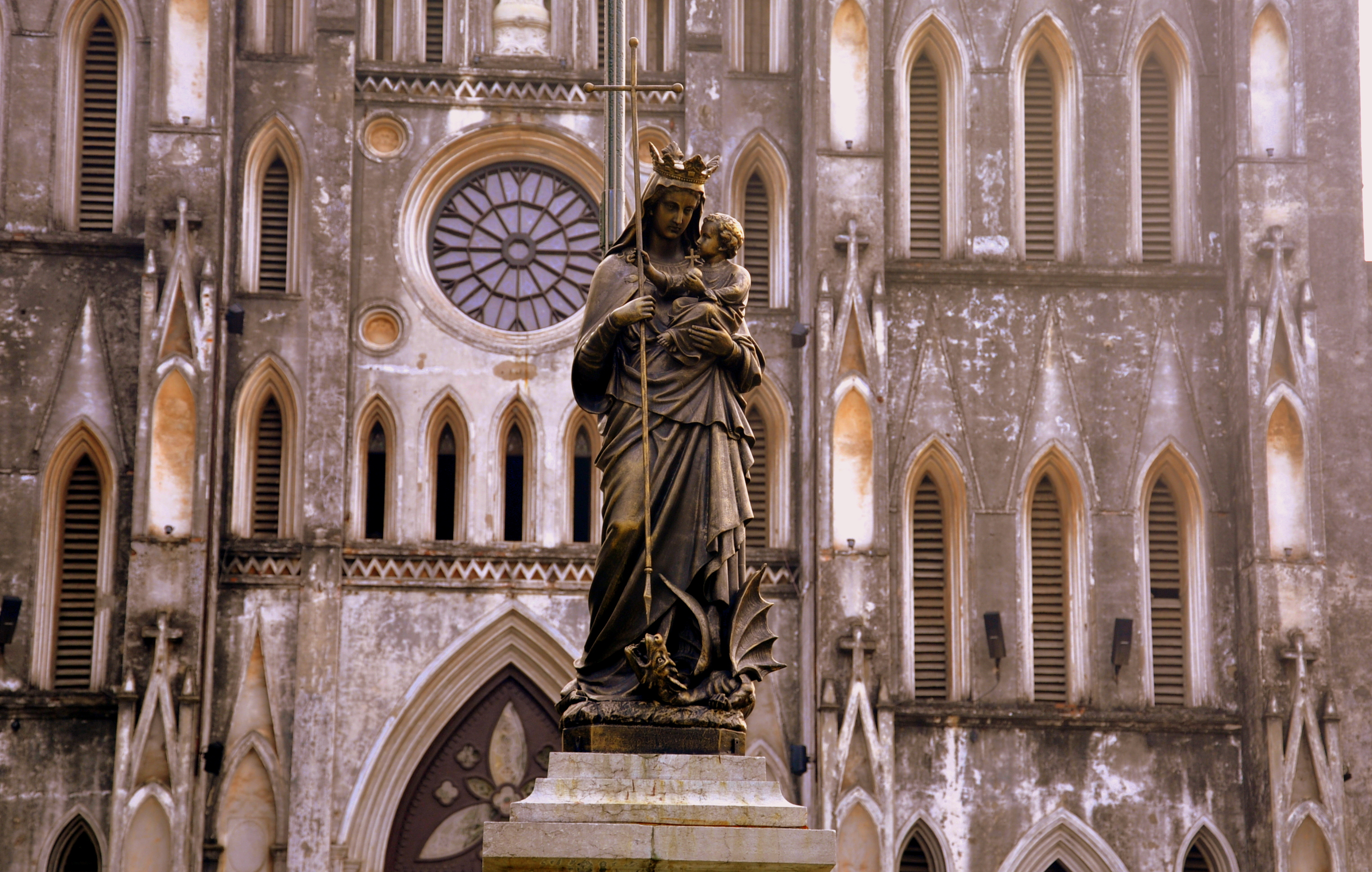
Tượng Đức Mẹ tước hiệu Nữ vương Hòa bình đang bồng Chúa Hài Đồng

## Lịch sử

### Khu đất
Theo một số tài liệu như của André Masson, sách của Louvet "La vie de Mgr. Puginier", tiểu thuyết lịch sử "Bóng nước Hồ Gươm" của Chu Thiên, các tài liệu trong Văn khố Hội Thừa sai Paris... thì khu đất này xưa kia thuộc khuôn viên của chùa Báo Thiên được xây dựng từ đời Nhà Lý. Đây là một ngôi chùa nổi tiếng tại kinh đô Đại Việt thời Lý – Trần. Sách Từ điển Đường phố Hà Nội của Đại học Hà Nội xuất bản viết: "Nền nhà thờ hiện nay nguyên là nền đất chùa Báo Thiên rất nổi tiếng, ở đây còn có một tháp gọi là tháp Báo Thiên". Sử liệu ghi nhận tháp Báo Thiên đã trải qua nhiều lần hư hại trước khi bị Vương Thông (tướng Nhà Minh) phá hủy. Tang thương ngẫu lục đầu thế kỷ 19 viết nền cũ của tháp bị đắp núi đất phủ lên, làm nơi xử tử tội nhân, còn chùa bị bỏ làm chợ, Lê Mạnh Thát phân tích đó là vào thời Lê Trung Hưng.
Theo Bùi Thiết trong Tự điển Hà Nội địa danh, chùa Báo Thiên đến cuối thế kỷ 18 đã bị phá hủy và nền chùa cũ trở thành đất họp chợ trước khi chuyển giao cho nhà thờ. Còn ông Thống sứ Bắc Kỳ Raoul Bonnal, người chứng kiến việc chuyển giao khu đất, đã viết trong cuốn Au Tonkin rằng Tổng đốc Nguyễn Hữu Độ đã cố gắng lấy lòng Giám mục bằng cách lấy lý do ngôi chùa đã đổ nát, gây nguy hiểm, và không tìm thấy hậu duệ của người thành lập ngôi chùa nên đã cho phá sập và chuyển nhượng khu đất cho nhà thờ.

### Xây dựng
Trước nhà thờ tạm bằng gỗ, từ năm 1884 tới 1888, Giáo hội Công giáo tiến hành xây nhà thờ bằng gạch, tốn phí khoảng 200.000 franc Pháp. Khi đó, Giám mục xin chính quyền bảo hộ Pháp cho mở xổ số để quyên góp. Sau hai lần bị từ chối, cuối cùng ông cũng được chấp thuận mở hai đợt xổ số (đợt một năm 1883, đợt hai năm 1886), quyên góp được khoảng 30.000 franc Pháp, cộng với các nguồn tài trợ khác, đủ kinh phí hoàn thành nhà thờ.
Nhà thờ có tước hiệu là Nhà thờ Thánh Giuse (Saint Joseph). Vào năm 1678, Giáo hoàng Innôcentê XI tôn phong Thánh Giuse làm thánh quan thầy của Việt Nam. Lễ khánh thành nhà thờ được tổ chức vào dịp lễ Giáng Sinh năm Đinh Hợi (1887). Tuy vậy, chỉ từ thập niên 1920, nhà thờ chính tòa và tòa giám mục của Địa phận Tây Đàng Ngoài mới chuyển từ Sở Kiện đến vị trí ngày nay thuộc nội thành Hà Nội.
Nhà thờ hiện nay tọa lạc tại số 1 phố Nhà Thờ, phường Hoàn Kiếm, thành phố Hà Nội, nằm trên một khu đất rộng, liền kề với Tòa tổng giám mục Hà Nội, Đại chủng viện Thánh Giuse Hà Nội, Dòng Mến Thánh Giá Hà Nội, Tòa khâm sứ Hà Nội.

## Kiến trúc

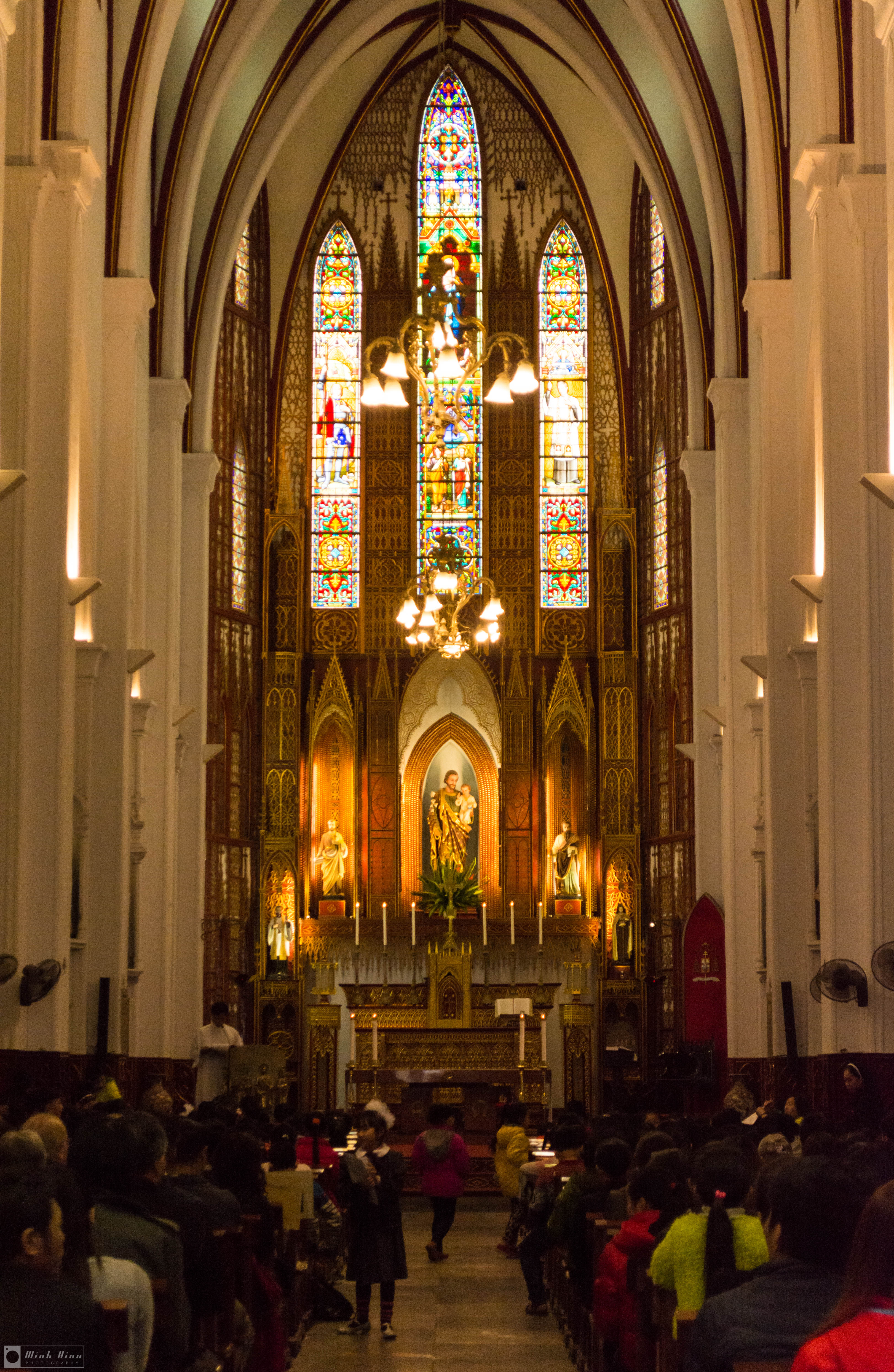
Bên trong nhà thờ, nhìn lên cung thánh

Nhà thờ được thiết kế theo phong cách kiến trúc Gothic trung cổ châu Âu, rất thịnh hành trong thế kỷ 12, dựa theo mẫu của Nhà thờ Đức Bà Paris với những mái vòm cuốn nhọn, hướng lên bầu trời. Vật liệu xây dựng chính của nhà thờ là gạch đất nung, tường trát bằng giấy bổi. Nhà thờ có chiều dài 64,5m, chiều rộng 20,5m và hai tháp chuông cao 31,5m với những trụ đá to nặng bốn góc. Trên đỉnh là cây thánh giá bằng đá.
Phía sảnh trong nhà thờ, có một cửa đi lớn, hai cửa nhỏ hai bên tháp. Các cửa đi và toàn bộ các cửa sổ đều cuốn nhọn theo nghệ thuật Gothique, kết hợp với các cửa cuốn nhọn là những bức tranh Thánh bằng kính màu rất đẹp và hài hòa tạo ra nguồn ánh sáng tự nhiên bên trong lòng nhà thờ. Kiến trúc Gothic của công trình cũng có sự kết hợp với kiến trúc bản địa, thể hiện ở hệ thống mái ngói đất nung bên ngoài và hệ thống chạm trổ nội thất. Khu cung thánh và các ban thờ được trang trí theo nghệ thuật dân gian truyền thống, chạm trổ hoa văn bằng gỗ sơn son thiếp vàng rất tinh vi độc đáo. Ở tòa gian chính có tượng thánh Giuse bằng đất nung cao hơn 2m.
Nhà thờ còn có một bộ chuông Tây, gồm bốn quả chuông nhỏ và một quả chuông boòng lớn, trị giá 20.000 franc Pháp thời đó. Đặc biệt là chiếc đồng hồ lớn gắn giữa mặt tiền nhà thờ. Đồng hồ có báo khắc, báo giờ, hệ thống chuông báo được liên kết với 5 quả chuông treo trên hai tháp.
Trung tâm quảng trường phía trước nhà thờ có đài Đức Mẹ bằng kim loại, xung quanh nhà thờ có đường kiệu, bồn hoa, phía sau có hang đá. Hiện nay không gian và cảnh quan nhà thờ bị chen lấn bởi sự phát triển của đô thị, mất đi sự tương xứng với quy mô đồ sộ của nhà thờ.

## Hoạt động
Nhà thờ lớn Hà Nội là Nhà thờ chính tòa của Tổng Giáo phận Hà Nội, là một trong những trung tâm của các hoạt động Công giáo tại Hà Nội và các vùng phụ cận. Ngày thường (từ Thứ Hai đến Thứ Bảy), nhà thờ có 2 thánh lễ, ngày Chủ nhật có 7 thánh lễ. Ngoài ra, nhà thờ còn tổ chức lễ rước thánh Quan thầy của Tổng giáo phận Hà Nội là Thánh Giuse vào ngày 19 tháng 3 hàng năm.